# Плевенски параклис (Москва)
Плевенският параклис (на руски: Плевненская часовня), също Паметник на героите на Плевен (Памятник героям Плевны), в Москва е посветен на 560 руски гренадири, загинали при Обсадата на Плевен по време на Руско-турската война (1877 – 1878).
Намира се в историческия район Китай-город в центъра на града, намиращ се в съседство с Московския кремъл. Разположен е на парковия Илински площад, наричан още площад „Илински врата“ по името на съседната порта в крепостната стена на Китай-город. Пред параклиса има вход на метростанция „Китай-город“.

## Описание
Архитект и скулптор е Владимир Шервуд (1832 – 1897). Паметникът представлява неголям параклис с покрив във формата на шатра, увенчан с позлатен купол с кръст и украсен с 4 орелефа по страните и други скулптури. Орелефите представят:
- руски селянин благословя сина си гренадир;
- еничар с кинжал изтръгва дете от българска майка;
- гренадир побеждава в схватка и пленява турски войник;
- умиращ руски воин къса верига от жена, олицетворяваща България.

Между 4-те плочи с орелефи са изобразени кръстове, под които са вратите на параклиса. Над кръстовете има 4 надписа, а пред входа стоят 2 ниски колони, предназначени за събиране на пожертвования. В интериора на параклиса е имало живописни образи на светците Александър Невски, Йоан Воин, Николай Чудотворец, Кирил и Методий, 7 бронзови плочи с имената на загиналите 560 гренадири (убити и починали от рани) – 18 офицери и 542 войници.

## История
На 28 ноември / 10 декември 1877 г. командващият Гренадирския корпус генерал Иван Ганецки, приел капитулацията на Осман паша и на войските му в Плевен. След това, Ганецки предлага край града, на място на ожесточени сражения, да се издигне паметник на загиналите гренадири. Веднага започва подписка в Гренадирския корпус, включват се и други военни части и съединения и съберат сумата от 27 000 рубли. Плевенската община предоставя безплатно земя за паметника за вечни времена.
Проектът е възложен на архитект Владимир Шервуд. Поради отдалечеността на паметника от пътища, за да се вижда отдалеч, той предлага внушително монументално съоръжение с височина над 20 метра, заобиколено от 4 скулптурни групи. Проектната стойност обаче набъбва до 70 000 руб. – почти 3 пъти повече от събраната сума. Допълнителната частна подписка слабо увеличава сумата. Проектът е съкратен, като са премахнати 4-те скулптурни групи, а за сметка на тях отвън са добавени орелефи. Продължават да идват дарения – например видният търговец Иван Кононов поема да поръча и заплати вътрешния иконостас от майолика. Получено е съгласие за безплатен превоз на паметника от Москва до България.
След Деветоавгустовски преврат в отношенията с Русия настъпва разрив в резултат на което възниква предложение за построяване на паметника не е в България, а в Москва. В крайна сметка генерал-губернаторът на Москва княз Владимир Долгоруков след дълга преписка за съгласуване дава съгласие той да бъде съоръжен на днешното място, на тогавашния Лубянски площад (Лубянский сквер.).
Плевенският параклис е тържествено открит с парад на Гренадирския корпус, прието от великия княз генерал-фелдмаршал Николай Николаевич, точно в деня на 10-ата годишнина от победата при Плевен – на 28 ноември (10 декември) 1887 г.
След Октомврийската революция (1917) по-голямата част от вътрешната украса, украшения и бронзовите плочи с имената на загиналите гренадири изчезват, а параклисът е закрит и сградата все повече се разрушава. Ремонтиран е след Втората световна война, възстановен е и предаден на Руската православна църква през декември 1992 г. Понастоящем редовно се извършва заупокойно богослужение.